# Шебойган (округ, Вісконсин)
Шаблон:StateAbbr_ 43°43′ пн. ш. 87°40′ зх. д. / 43.72° пн. ш. 87.66° зх. д.
 Шебойган (англ. Sheboygan County) — округ (графство) у штаті Вісконсин. Ідентифікатор округу 55117.

## Історія
Округ утворений 1836 року.

## Демографія
За даними перепису
2000 року
загальне населення округу становило 112646 осіб, зокрема міського населення було 79704, а сільського — 32942.
Серед них чоловіків — 56503, а жінок — 56143. В окрузі було 43545 домогосподарств, 29936 родин, які мешкали в 45947 будинках.
Середній розмір родини становив 3,05.
Віковий розподіл населення поданий у таблиці:
| Стать    | До 15 років | 15-21 | 22-29 | 30-39 | 40-49 | 50-65 | 65-85 | Понад 85 |
| -------- | ----------- | ----- | ----- | ----- | ----- | ----- | ----- | -------- |
| Чоловіки | 11869       | 5789  | 5727  | 9022  | 9306  | 8238  | 5896  | 656      |
| Жінки    | 11652       | 5096  | 4936  | 8169  | 8774  | 8336  | 7538  | 1642     |

## Суміжні округи
- Манітовок — північ
- Озокі — південь
- Вашингтон — південний захід
- Фон-дю-Лак — захід
- Калумет — північний захід

## Виноски
1. ↑  U.S. Decennial Census. United States Census Bureau. Архів оригіналу за 12 травня 2015. Процитовано 9 серпня 2015.
2. ↑  Historical Census Browser. University of Virginia Library. Архів оригіналу за 16 серпня 2012. Процитовано 9 серпня 2015.
3. ↑  Forstall, Richard L., ред. (27 березня 1995). Population of Counties by Decennial Census: 1900 to 1990. United States Census Bureau. Архів оригіналу за 18 липня 2015. Процитовано 9 серпня 2015.
4. ↑  Census 2000 PHC-T-4. Ranking Tables for Counties: 1990 and 2000 (PDF). United States Census Bureau. 2 квітня 2001. Архів оригіналу (PDF) за 18 грудня 2014. Процитовано 9 серпня 2015.
5. ↑  State & County QuickFacts. United States Census Bureau. Архів оригіналу за 18 липня 2011. Процитовано 23 січня 2014. [Архівовано 2011-08-19 у Wayback Machine.](англ.) Наведено за англійською вікіпедією.
6. ↑  American FactFinder. Бюро перепису населення США. Архів оригіналу за 26 лютого 2012. Процитовано 31 січня 2008. [Архівовано 2008-05-21 у Wayback Machine.]

| США | Це незавершена стаття з географії США. Ви можете допомогти проєкту, виправивши або дописавши її. |